# Enka
Enka (em japonês: 演歌) é um estilo de música japonesa que é uma mistura de sons tradicionais japoneses com melodias ocidentais. Porém foi criada entre a Era Meiji e Era Taisho, como uma forma de música de protesto.
O termo enka (演 = "actuar" / 歌= "canção") se formou originalmente na era Meiji, e começou como uma forma de expressão de desacordo político — discursos em forma de música para fazê-los mais atraentes —, porém sua forma mudou rapidamente. Foi o primeiro estilo à sintetizar as melodias japonesas com as harmonias ocidentais para criar um novo estilo musical. Entre vários cantores desse gênero, Kiyoshi Hikawa, Mori Shinichi e Itsuki Hiroshi são os mais famosos e aclamados.

## Definição
O gênero musical conhecido como enka, apareceu como o conhecemos no início do século XX, na era considerada por muitos o auge da música japonesa contemporânea (visto que suas raízes provavelmente podem ser remontadas atrás da Coréia e outras partes asiáticos, onde gêneros similares todavía existem até os dias de hoje por conta própria).
Sem confundir-se com a música folclórica tradicional japonesa, que remonta desde muito antes, o enka é basicamente canção de balada, que combina a música moderna ocidental com um sabor claramente japonês. O enka se originou na Era Meiji japonesa durante o início do século XIX como uma forma de ativismo político. Em 1874, o primeiro partido político do Japão foi formado, mas para os líderes deste partido não era permitido falar em público, então eles começaram a escrever canções e mandavam cantores sairem pelas ruas espalhando suas mensagens.
O enka já não é mais usado como instrumento para o ativismo político, mas esta etapa se crê que foi o começo da sua forma lírica. Os caracteres que formam a palavra "enka" (演歌) literalmente significam "canção interpretada". O estilo lírico do gênero crê-se que desarrola desde o Waka, uma forma tradicional de poesía japonesa e canção tradicional. O enka tem os mesmos rasgos poéticos que este outro género.
No Japão, o enka se tornou realmente um estilo musical de sucesso, nos anos de 1950 com o cantor Hachiro Kasuga. O enka pode ser denominado como música popular japonesa, que pode estar presente em músicas de séries de TV, de filmes, de novelas japonesas, etc.
Até a década de 1990, tinha grande participação no programa anual de final de ano, NHK Kouhaku Utagassen, em que os times branco (masculino) e vermelho (feminino) disputam para saber qual será o time vencedor do ano.
Suas letras contém palavras de melancolia, tendo como palavras principais: lágrimas, saquê (aguardente de arroz), lembranças, separação, terra natal, mar, etc...

## Instrumentos
Os instrumentos mais comuns usados dentro do enka são uma combinação entre instrumentos ocidentais com tradicionais japoneses. O violão e instrumentos orquestrais, em geral, são os acompanhamentos principais, visto de instrumentos tradicionais japoneses, como o shamisen, koto e tambores de taiko são usados, mas de forma mais moderada, aparecendo em momentos chave para proporcionar um toque típico
O enka se divide em dois grandes sub-grupos: Yonanuki maior e o Yonanuki menor. O Yonanuki maior são as canções destinadas para os homens, com canções geralmente calidaz e tranquilizantes. O Yonanuki menor na diferentemente tende a ser mais emocional, dirigindo-se de maneira recorrente ao desespero, e é usado mais em canções para mulheres.

## Cantores enka
- Akemi Misawa
- Akemi Mizusawa
- Aki Yashiro
- Akira Kobayashi (também ator)
- Akira Mita
- Asami Mori
- Asami Hayashi
- Atsumi Hirohata
- Aya Shimazu
- Ayako Fuji
- Ayako Yashio
- Cheuni
- Chikai Oka
- Chiyuki Asami
- Chiyoko Shimakura
- Eigo Kawashima
- Eiko Segawa
- Eisaku Ōkawa
- Etsuko Shimazu
- Frank Nagai
- Fumiko Utagama
- Fuyumi Sakamoto - http://www.fuyumi-fc.com/
- Genta Chiba
- Gorō Kagami
- Hachiro Izawa
- Hachiro Kasuga
- Haruka Yabuki
- Haruo Minami
- Harumi Miyako
- Hibari Misora
- Hideo Murata
- Hiroko Hattori
- Hiroko Matsumae
- Hiroshi Itsuki
- Hiroshi Kadokawa
- Hiroshi Kanō
- Hiroshi Takeshima
- Hiroyuki Nishikata
- Hitomi Ayase
- Hitomi Matsunaga
- Ichiro Toba
- Ikuzō Yoshi
- Jero
- Jirō Atsumi
- Jirō Kanmuri
- Jōji/George Yamamoto
- Junko Ishihara
- Kanjani8 (group)
- Kaori Kōzai
- Kaori Mizumori
- Kaori Uesugi
- Katsuki Nana
- Kayama Yūzō
- Kazuha Yasuda
- Kazuko Mifune
- Kazuo Chiba
- Kazuo Funaki
- Kazusa Wakayama
- Keiko Fuji
- Keiko Matsuyama
- Keisuke Hama
- Kenichi Mikawa
- Kenji Niinuma
- Killer Bee
- Kim Yonja
- Kiyoko Suizenji
- Kiyoshi Hikawa - http://columbia.jp/~hikawa/
- Kiyoshi Maekawa
- Koji Tsuruta (também ator)
- Komadori Shimai
- Kōtarō Satomi
- Kumi Iwamoto
- Kye Eun-sook
- Machiko Kitano
- Madoka Ōishi
- Maiko Takigawa
- Maki Kotomi
- Masako Mori
- Masao Sen
- Meiko Kaji (também atriz)
- Michiya Mihashi
- Midori Kayama
- Midori Sasa
- Mieko Makimura
- Mika Shinno
- Mika Tachiki
- Mitsuko Nakamura
- Miyako Ōtsuki
- Miyuki Kawanaka
- Miyuki Nagai
- Naomi Chiaki
- Natsuko Godai
- Nobue Matsubara
- Osamu Miyaji
- Ōizumi Itsurou
- Reiko Izuhara
- Rikuo Kadowaki
- Rimi Natsukawa - https://web.archive.org/web/20090121174303/http://www.rimirimi.jp/free/
- Ryotarō Sugi
- Saburō Kitajima - http://www.kitajima-music.co.jp/sabu/
- Sachiko Kobayashi - https://web.archive.org/web/20120331141540/http://sachiko.co.jp/kobayashi.php
- Sanae Jounouchi
- Saori Hara
- Satomi Kojō
- Sayuri Ishikawa - http://www.ishikawasayuri.com/
- Shin Kōda
- Shinichi Mori - http://www.jvcmusic.co.jp/mori/
- Shinji Tanimura - http://www.tanimura.com/
- Shinobu Otowa
- Shirou Miya
- Shohei Naruse
- Takao Horiuchi
- Takashi Hosokawa
- Takeo Fujishima
- Takuya Jo
- Takeshi Kitayama
- Teresa Teng (Cantora Taiwanesa que também canta enka)
- Teruhiko Saigo
- Teruhisa Kawakami
- Tetsuya Gen
- Toshiaki Yoshikawa - https://edofanclub.com/blog/category/blog
- Toshie Fujino
- Toshimi Tagawa
- Tsuzuko Sugawara
- Yoshi Ikuzo
- Yoshimi Tendō
- Yōko Nagayama
- Youko Masaki
- Yujiro Ishihara
- Yuki Maeda
- Yukio Hashi
- Yuri Harada - http://www.kitajima-music.co.jp/yuri/index.html
- Yutaka Yamakawa
- Yuki Nagaho
- Yuuki Nishio
- Yuuko Maki
- Yuko Nakazawa
- Yuuko Oka